# Maa-cheru
Maa-cheru (ve staré egyptštině mȝˁ ḫrw) je fráze znamenající „pravdivý hlasem“ nebo „ospravedlněný“. Zesnulé duše musely být ve starověkém Egyptě morálně spravedlivé, aby mohly vstoupit do podsvětí. Prošla-li duše zkouškou, vážením srdce, byla označena jako mȝˁ ḫrw a bylo jí umožněno vstoupit do posmrtného života. Často se v egyptských textech psala za jméno zesnulého jedince.